# Antonio Vilanova Andreu
Antonio Vilanova Andreu (Barcelona, 22 de marzo de 1923-5 de febrero de 2008) fue un filólogo, profesor universitario y crítico literario catalán, académico de la Real Academia de Buenas Letras de Barcelona.     
Como crítico, su labor más reconocida fueron las reseñas que semanalmente publicaba sobre literatura contemporánea en la revista Destino, con las que se introdujo y difundió en España la obra de importantes escritores extranjeros, como William Faulkner, Boris Pasternak, Françoise Sagan o Ernst Jünger.     

## Biografía
Antonio Vilanova nació en una familia acomodada de la burguesía catalana. Cursó sus estudios primarios en el Instituto Sant Jordi y el bachillerato en el Instituto Jaime Balmes y en el Colegio de los Hermanos Maristas de la calle Roger de Lauria, donde inició su amistad con el periodista y escritor Néstor Luján y con el notario Francisco Goday. Durante la guerra civil, terminó sus estudios de bachillerato en la Agrupación de Doctores y Licenciados en Ciencias y Letras, donde quedaría admirado por las enseñanzas de José Francisco Miralles, profesor de literatura española. En esos primeros años se inició en la lírica, escribiendo versos influidos por la poesía desnuda de Eternidades (1918) y Piedra y cielo (1919) de Juan Ramón Jiménez.
Tras acabar el bachillerato en 1940, se matriculó en la carrera de Filosofía y Letras en la Universidad de Barcelona, y desde 1943 sería discípulo de Martín de Riquer. Al mismo tiempo, durante aquellos años asistió a las clases de literatura catalana impartidas clandestinamente por Jordi Rubió i Balaguer. En 1944 se licenció en Filología Románica con premio extraordinario de licenciatura y desde 1947 formaría parte del claustro de profesores de la facultad hasta su jubilación (con la excepción del curso 1960-1961, cuando fue profesor visitante en la Universidad de Wisconsin). Vilanova se doctoró en la Universidad Central de Madrid con la tesis Las fuentes y los temas del "Polifemo" de Góngora (1951), dirigida por Dámaso Alonso, con la que recibió el premio Extraordinario de doctorado y el premio Menéndez y Pelayo del CSIC.    
También fue jurado de los premios literarios catalanes Juan Boscán (premio de poesía otorgado por el Instituto de Estudios Hispánicos de Barcelona entre 1949 y 1959) y Joanot Martorell (concedido por Ediciones Aymá y Editorial Selecta, entre 1952 y 1958), del Premio de Novela Ciudad de Barcelona y del Lletra d'Or (entre 1950 y 1973), así como del Premio Nadal (desde 1959). En 1959 fue nombrado académico de la Real Academia de Buenas Letras de Barcelona y en 1968 académico correspondiente de la Real Academia Española.    
En 1964, su antigua alumna Esther Tusquets le encargó la dirección de la colección Palabra en el Tiempo para la editorial Lumen. En ella, el lema machadiano aspiraba a aunar las mejores obras de la literatura contemporánea: James Joyce, Virginia Woolf, Samuel Beckett, Bernard Malamud, Umberto Eco, Simone de Beauvoir o Alberto Moravia, entre otros. A partir de 1987 dirigió también la colección Palabra crítica, en la que reunió textos y artículos de Josep Yxart, Rubén Darío, Clarín o Gérard Genette.
Desde 1973 fue jurado del Premio Bonsoms del Instituto de Estudios Catalanes y en 1975 ocupó tardíamente la cátedra de literatura castellana en la Universidad de Barcelona, cargo que desempeñó hasta su jubilación en 1988. Al morir, cedió su fondo bibliográfico (formado por más de 22.000 volúmenes) a la biblioteca de esta misma universidad. Este fondo bibliográfico consta de tres estadios cronológicos: los libros que pertenecieron a su tío-abuelo, el profesor Emilio Vilanova; los que pertenecieron a su padre, el bibliotecario Rafael Vilanova, y los de Antonio Vilanova. Además, recogen el mito del maestro Joan Vilanova, música catalán muy familiarizado con la Ilustración francesa.    
Fueron alumnos suyos Sergio Beser, Joaquín Marco, Lluïsa Forrellad, José María Carandell, Esther Tusquets, Jordi Gracia, Enrique Fontanillo, Adolfo Sotelo Vázquez y Ana Rodríguez-Fischer, entre muchos otros.

## Crítica literaria
En 1950 empezó a colaborar con el semanario Destino, donde desarrolló su obra crítica bajo los marbetes de 'La letra y el espíritu' y, desde el 24 de febrero de 1962, 'Literatura y sociedad'. Sobre su crítica literaria, Joan Perucho dijo: «Sus artículos en Destino llamaban poderosamente la atención por su ritmo sosegado e imperturbable y por su erudición vasta y viva». Su primer artículo en esta revista fue «La última utopía de Aldous Huxley», publicado el 4 de marzo de 1950, y el último apareció el 9 de abril de 1966 bajo el título de «Moral y sociedad de J. L. Aranguren». Antes, entre 1942 y 1945, había publicado sus primeras críticas en las revistas universitarias Alerta (bajo la protección del médico José Espriu, hermano del poeta Salvador Espriu), Quadrante y Estilo.
Toda la obra crítica de Antonio Vilanova está influida profundamente por Ortega y Gasset, hasta el punto de tomar el Espíritu de la letra como inspiración de su 'La letra y el espíritu'. En el artículo «La misión de la crítica o el arte de entender antes de juzgar» (Destino, 6 de octubre de 1956), Vilanova remite a las Ideas sobre Baroja (en el primer tomo de El Espectador) de Ortega para explicar el origen y la misión de su profesión:

En este sentido, el que esto escribe ha adoptado como axioma fundamental de la crítica el siguiente precepto de Ortega en El espectador, al que ha procurado ser fiel toda su vida: 'Todo escritor tiene derecho a que busquemos en su obra lo que en ella ha querido poner. Después que hemos descubierto esta su voluntad e intención, nos será lícito aplaudirla o denostarla. Pero no es lícito censurar a un autor porque no abriga las mismas intenciones estéticas que nosotros tenemos. Antes de juzgarlo tenemos que entenderlo.

Unas páginas más adelante, afirma también que «el crítico ha de ser, ante todo, un hombre de su tiempo, ha de tener como misión primordial interpretar y explicar las obras de su época» y, en efecto, este objetivo es el que determinó toda su obra. Así, en contraste con sus investigaciones sobre la literatura del Siglo de Oro, sus artículos en Destino trataron de entender y dar sentido a las obras de su tiempo, tanto las de autores catalanes (como Joan Perucho o Llorenç Villalonga) y españoles (como Blas de Otero o Luis Goytisolo) como internacionales (William Faulkner, T.S. Eliot, Albert Camus y Vladimir Nabokov son algunos de los que más páginas recibieron). 

## Obras

### Poesía
- Poemas espirituales, 1939

### Ensayo
- Las fuentes y los temas del Polifemo de Góngora, Madrid, CSIC, 1957
- Erasmo y Cervantes, Barcelona, Lumen, 1989 (antología de artículos)
- Novela y sociedad en la España de posguerra, Barcelona, Lumen, 1995
- Poesía española del 98 a la posguerra, Barcelona, Lumen, 1998
- Emili Vilanova i la Barcelona del seu temps, Barcelona, Quaderns Crema, 2001 (en catalán)
- Auge y supervivencia de una cultura prohibida: literatura catalana de posguerra, Barcelona, Destino, 2005 (antología de artículos)
- Nueva lectura de La Regenta de Clarín, Barcelona, Anagrama, 2006 (antología de artículos)

### Ediciones a su cuidado
- Lo somni de Bernat Metge, Barcelona, CSIC, 1946
- Obras completas de Emili Vilanova, Barcelona, Editorial Selecta, 1949[8]
- La loçana andaluza de Francisco Delicado, Barcelona, Selecciones Bibliófilas, 1952
- Censura de la locura humana y excelencias della de Jerónimo de Mondragón, Barcelona, Selecciones Bibliófilas, 1953
- Varias poesías de Hernando de Acuña, Barcelona, Selecciones Bibliófilas, 1954
- Filosofía vulgar de Juan de Mal Lara, Barcelona, Selecciones Bibliófilas, 1958
- Clarín y su obra. En el Centenario de "La Regenta" (Barcelona, 1884-1885). Actas del simposio internacional celebrado en Barcelona del 20 al 24 de marzo de 1984
- Cinco horas con Mario de Miguel Delibes, Barcelona, Destino, 2000 (reeditada en Austral, 2010)

### Traductor
- Rojo y negro de Stendhal, Madrid, Círculo de Lectores, 1965.